# Chlebowo (Pomerania Occidental)
Chlebowo [pronunciación en polaco: /xlɛˈbɔvɔ/] (anteriormente alemán Klebow) es un pueblo en el distrito administrativo de Gmina Ostrowice, dentro del condado de Drawsko, Voivodato de Pomerania Occidental, en el noroeste de Polonia. Se encuentra a unos 4 kilómetros al este de Ostrowice, 19 kilómetros al noreste de Drawsko Pomorskie, y 99 kilómetros al este de la capital regional Szczecin.
El pueblo tiene una población aproximada de 160 habitantes. 